# Туркестанская военная организация
«Туркеста́нская вое́нная организа́ция» («ТВО») — антибольшевистская военная подпольная организация, созданная в феврале 1918 года в Туркестанском крае Российской империи, с центром в городе Ташкенте, группой бывших офицеров царской армии и рядом представителей русской интеллигенции и чиновников бывшей администрации края с целью свержения советской власти в крае. 
К началу августа 1918 года организация была переименована в «Туркестанский союз борьбы с большевизмом».

## Цели и задачи организации
«Туркестанская военная организация» («ТВО») подготавливала восстание против советской власти в Туркестанском крае Российской империи. Активную помощь организации оказывали агенты иностранных спецслужб, в первую очередь английских, с приграничной территории, и агенты, действующие под прикрытием иностранных дипломатических миссий, аккредитованных в Ташкенте при правительстве Туркестанской АССР. Первоначально выступление против советской власти в крае намечалось на август 1918 года, однако по ряду причин дату этого выступления позднее пришлось перенести на весну 1919 года.
В состав «Туркестанской военной организации» («ТВО») входило много офицеров, во главе с полковником П. Г. Корниловым (братом известного вождя белого движения Л. Г. Корнилова), полковником И. М. Зайцевым, генерал-лейтенантом Л. Л. Кондратовичем, бывшим помощником генерал-губернатора Туркестана генералом Е. П. Джунковским, а также генералы Ласточкин, Гордеев, Павловский, полковники — Руднев, Цветков, Бутенин, Савицкий, Ораз-Хан-Сердар, Крылов, Лебедев, Александров, подполковники — Блаватский, Корнилов, Иванов, офицеры — Гагинский, Стремковский, Фельдберг и др.. Позднее в ряды «ТВО» вошел и комиссар по военным делам Туркестанской республики К. П. Осипов, в окружении которого видную роль играли такие офицеры как полковник Руднев, ординарец Осипова Ботт, Гагинский, Савин, Бутенин, Стремковский и др.
Вокруг «ТВО», в конечном счёте, сплотились все антибольшевистские силы края — кадеты, меньшевики, правые эсеры и буржуазные националисты, басмачи, и мусульманское духовенство, бывшие чиновники царской администрации, дашнаки, бундовцы. 
В августе 1918 года в Ташкенте на основе «Туркестанской военной организации» был создан «Туркестанский союз борьбы с большевизмом», в состав которого помимо офицеров входили, по мнению советских историков, и такие гражданские лица как граф Г. Доррер, горнопромышленник П. С. Назаров, чиновники А. С. Тишковский, Шкапский, Иванов, техник Попов, инженер Агапов, кадеты Шендриков, Щепкин, меньшевики Захватаев, Левин, Мауэр, Погребов, Скворцов, Хвостовский, эсеры Фунтиков, Домогацкий, Колузаев, Ходжаев, Бельков, Чайкин и другие. Члены этой подпольной организации установили связь с атаманом Дутовым, генералом Деникиным, казахскими националистами-алашординцами, эмиром бухарским, главарями ферганских и туркменских басмачей, закаспийскими белогвардейцами, английскими консулами в Кашгаре, Кульдже, Мешхеде. Руководители организации подписали договор, по которому обязались передать Туркестан под английский протекторат сроком на 55 лет. В свою очередь представитель английских спецслужб в Средней Азии Уилфред Маллесон обещал представителям «ТВО» помощь в размере 100 миллионов рублей, 16 горных орудий, 40 пулемётов, 25 тысяч винтовок и соответствующее количество боеприпасов. Таким образом, по мнению сотрудников ТуркЧК, разделяемому советскими исследователями этого исторического периода, представители английских спецслужб не только помогали заговорщикам, они определяли цели и задачи организации и контролировали её действия, что однако не подтверждается известными документами зарубежных источников.
В октябре 1918 года спецслужбы Туркестанской республики — совместно с уголовным розыском Ташкента — вышли на след подпольной антибольшевистской организации, после чего был произведён ряд арестов среди её руководителей. Оставшиеся на свободе руководители подполья ушли из города, но некоторые ответвления организации уцелели и продолжали действовать. Английский офицер, находящийся с дипломатической миссией в Ташкенте — Ф. М. Бейли — перешёл на нелегальное положение. По мнению советских историков, именно «ТВО» сыграла важную роль в инициировании восстания под руководством Константина Осипова в январе 1919 года. 
На последнем этапе своего существования в ряды «ТВО» фактически вошли представители и новой советской номенклатуры — большевик-ленинец Агапов и техник Попов.
После поражения восстания ушедшие из Ташкента офицеры образовали «Ташкентский офицерский партизанский отряд» (101 чел.), с марта сражавшийся совместно с другими антибольшевистскими формированиями против красных частей в Ферганской долине, а затем под Бухарой. Затем остатки «Ташкентского офицерского партизанского отряда» соединились с частями Туркестанской армии.